# Hebediscidae
A Hebediscidae a háromkaréjú ősrákok (Trilobita) osztályának az Agnostida rendjéhez, ezen belül az Eodiscina alrendjéhez tartozó család.

## Rendszerezés
A családba az alábbi nemek tartoznak:
- Delgadella
- Dicerodiscus
- Hebediscus
- Luvsanodiscus
- Natalina
- Neopagetina
- Parapagetia
- Tchernyshevioides